# Łuchowicy
Łuchowicy (ros. Луховицы) – miasto w Rosji, w obwodzie moskiewskim, 135 km na południowy wschód od Moskwy. W 2020 liczyło 30 443 mieszkańców.
Znajduje tu się stacja kolejowa Łuchowicy, położona na linii Moskwa – Riazań.